# Almirante Grigorovich (745)
La Almirante Grigoróvich (745) es una fragata de la Armada de Rusia. Es la primera unidad de la clase a la que da nombre. Entró en servicio en 2016 y fue la primera nave en unirse a la Flota del Mar Negro desde la Guerra Fría.

## Construcción

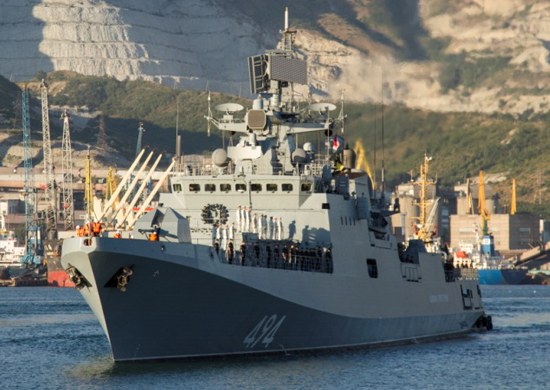
Patrullero de segunda fila de la Flota del Mar Negro.

Fue construida por el Astillero Yantar de Kaliningrado. Como primera unidad de su clase, fue colocada la quilla en 2010. Fue botado el casco en 2014. Entró al servicio en 2016. Actualmente presta servicio en la Flota del Mar Negro.

## Historia de servicio

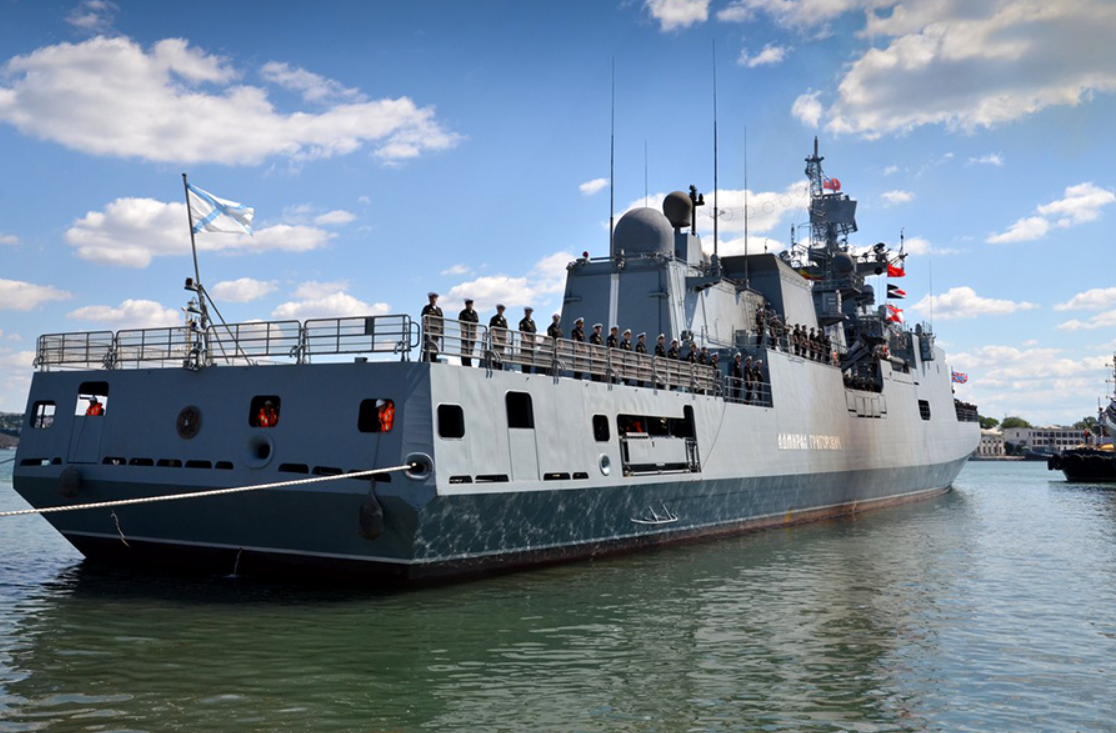
La fragata Almirante Grigorovich en Sebastopol,10 de junio de 2016.

La fragata Almirante Grigoróvich es parte de la Flota del Mar Negro y mantiene su apostadero en Sebastopol (Crimea), junto a la Almirante Essen y la Almirante Makárov. Asignada en 2016, fue la primera fragata en unirse a la Flota del Mar Negro desde el fin de la Guerra Fría.
En noviembre de 2016, la fragata, formando parte del grupo de batalla del portaaviones Almirante Kuznetsov, disparó misiles Kalibr a Alepo (Siria), como parte de la intervención rusa. En 2017, navegó a Siria luego de un ataque de la US Navy.